# Forvo
Forvo — сайт, присвячений вимові. Користувачі сайту на волонтерській основі додають вимову слів своєю рідною мовою. Користувач, який цікавиться вимовою іншомовного слова, може додати його у список очікування потрібної мови.
Кожне слово якоїсь мови може бути вимовлено декілька разів, при цьому на карті відображено місце проживання того, хто вимовив слово (це зроблено для виявлення регіональних особливостей вимови). Користувачі можуть голосувати за якість вимовленого слова («файно» або «кепсько»), і якщо спроб вимови є кілька, то першою в списку буде та, що отримала найбільше схвальних голосів. Окрім користувачів, є волонтерська команда редакторів, які перевіряють вимову нових слів.  
Ідею сайту було задумано 2007 року і втілено 2008 року. Власником сайту є Forvo Media SL, розташована у баскійському місті Сан-Себастьяні (Іспанія). Станом на січень 2009 Forvo.com був найбільшим в інтернеті довідковим сайтом з вимови. Станом на листопад 2013 року за кількістю начитаних слів на Forvo українська мова посіла 21 місце.
Для запису вимови використовують технологію Adobe Flash. Аудіофайли мають ліцензію Creative Commons. Forvo має API, щоби було можливим ділитися аудіофайлами з іншими вебсайтами.